# الضلعة (مبين)

تعديل مصدري - تعديل

الضلعة هي إحدى قرى عزلة مبين بمديرية مبين التابعة لمحافظة حجة، بلغ تعداد سكانها 608 نسمة حسب تعداد اليمن لعام 2004.